# 坂上駅
坂上駅（さかかみえき）は、岐阜県飛騨市宮川町林にある、東海旅客鉄道（JR東海）高山本線の駅である。

## 概要
岐阜県北部の山間部にあり、2004年に成立した飛騨市宮川地区に位置する。この宮川地区は飛騨市成立前は吉城郡宮川村で、当時役場等があり村中心部であった場所に当駅がある。駅名は旧宮川村の前身の1つ坂上村に由来する説もあるが、明確では無い。
開設は1933年（昭和8年）である。当時は鉄道省飛越線という路線の終着駅であったが、その翌年に高山本線の中間駅に変更された。国鉄分割民営化ではJR東海に継承され、現在に至っている。
2004年（平成16年）10月に当駅を含む区間が不通となる前は、一部特急「ひだ」が臨時停車していた。2007年（平成19年）9月の復旧以降は停車していない。

## 歴史
高山本線は、岐阜駅側から「高山線」として、富山駅側から「飛越線」としてそれぞれ建設された経緯がある。当駅は、このうち飛越線が杉原駅から先に延伸した際、その新たな終着駅として開設した。その翌年の1934年（昭和9年）10月25日には、飛騨小坂駅から高山駅を経由し当駅に至る区間が開業し、高山線と飛越線が一体となり「高山本線」となっている。

### 年表
- 1933年（昭和8年）11月12日：鉄道省飛越線（現・高山本線）の終着駅として開設[2]。旅客・貨物取扱開始[8]。
- 1969年（昭和44年）8月1日：貨物取扱廃止[8]。
- 1972年（昭和47年）11月1日：業務委託駅化[9]。
- 1984年（昭和59年）2月1日：荷物扱い廃止[8]。
- 1985年（昭和60年）4月1日：無人駅化[2][10][11]。
- 1987年（昭和62年）4月1日：国鉄分割民営化に伴い、東海旅客鉄道（JR東海）の駅となる[8]。
- 1996年（平成8年）11月：駅舎改築[3]。
- 2002年（平成14年）：第4回「中部の駅百選」に選定。
- 2004年（平成16年）10月22日：台風23号災害に伴い、飛騨古川駅 - 当駅 - 猪谷駅間が不通となる。
- 2007年（平成19年）9月8日：角川駅 - 当駅 - 猪谷駅間の復旧により全区間復旧、営業再開。
- 2018年（平成30年）
  - 7月：平成30年7月豪雨（西日本豪雨）の災害に伴い、飛騨古川駅 - 当駅 - 猪谷駅間が不通[12]。
  - 7月14日：飛騨古川駅 - 当駅間運行再開[13]。当駅 - 猪谷駅間でのバス代行輸送を開始[14]。
  - 11月21日：当駅 - 猪谷駅間運行再開[15][16][17]。

## 駅構造

### ホーム・駅構内
島式・単式ホーム2面3線を有する地上駅で、高山駅の被管理駅。。片側（南側）のみに線路が接する単式ホームが北側に、南北両側に線路が接する島式ホームが南側にある。北側から順に1 - 3番線とされている。1番線は下り列車、2・3番線は上り列車が使用する。

#### のりば
| 番線 | 路線        | 方向 | 行先           |
| ---- | ----------- | ---- | -------------- |
| 1    | CG 高山本線 | 下り | 富山方面       |
| 2・3 | CG 高山本線 | 上り | 高山・下呂方面 |

- ホームに接する線路の他にも、ホームに接しない線路（側線）が東側（猪谷駅方）の上下線それぞれに付属しており、保線車両用車庫が設置されている。

- ホーム間移動用に、跨線橋が設置されている。

- 停車する列車は、高山方面と猪谷駅を結ぶ普通列車のみで、高山本線で運行される特急「ひだ」は通過している。普通列車は、上下共に1 - 3時間に1本程度の本数で発着する。また、夜に運行される高山発下り最終列車は、当駅止まりである。

### 駅舎
駅舎は構内北側単式ホーム（1番線）側にあり、山小屋風の鉄骨造2階建て。漫画による村おこしを狙って旧宮川村が設置した「遊ingギャラリー」（ベルギーの絵本の図書館）が併設されている。ただし駅員無配置駅（無人駅）であり、乗車券の販売などは行われていない。

## 駅周辺
駅西側から北側にかけて宮川が流れている。高山本線はこの宮川に沿って建設されているが、当駅周辺はやや川から離れている。この駅と川に挟まれた地域に、飛騨市宮川振興事務所（旧宮川村役場）や市立宮川小学校、市立宮川中学校、坂上郵便局、飛騨農業協同組合（JAひだ）宮川支店等が集まる。
駅前には岐阜県道481号が接続する。この県道は、より宮川に近い場所を通る国道360号に繋がっている。

## 隣の駅
東海旅客鉄道（JR東海）
CG 高山本線
角川駅 - 坂上駅 - 打保駅